# Philip Wiegratz
Philip Wiegratz est né le 17 février 1993 à Magdebourg en Allemagne, est un acteur allemand. Sa filmographie comprend essentiellement des adaptations de livres pour enfants.

## Biographie
Philip Wiegratz est surtout connu pour son apparition en 2005 dans Charlie et la chocolaterie où il jouait un enfant goulu nommé Augustus Gloop. 
Il a fait de nombreux castings mais il n'a pas été sélectionné, mais il a tout de même attiré l'attention d'un directeur de casting, et il a été placé sur une liste pour le rôle d'Augustus Gloop dans Charlie et la chocolaterie, rôle pour lequel il a été pris. Il a joué ses propres cascades dans lesquelles Augustus tombe dans la rivière en chocolat de Willy Wonka.

## Filmographie

### Acteur

#### Cinéma
- 2005 : Charlie et la chocolaterie : Augustus Gloop
- 2005 : Es ist ein Elch entsprungen : Großer Junge
- 2006 : Charlotte et sa bande : Steve
- 2007 : Charlotte et sa bande 2 : premières amours : Steve
- 2009 : Charlotte et sa bande : vers l'âge adulte : Steve
- 2012 : Lore : Helmut
- 2013 : Rouge rubis : Gordon Geldermann

#### Télévision

##### Séries télévisées
- 2006 : Berndivent : Frank Stein Jr.
- 2007 : Ki.Ka Live
- 2008 : Krimi.de : Lars
- 2009 : Die Wölfe : Kurt Ripanski
- 2010-2012 : Der Schlunz : Die Serie : Knut

##### Téléfilms
- 2013 : Mein Sommer '88 - Wie die Stars die DDR rockten : Stefan

### Parolier

#### Cinéma
- 2007 : Charlotte et sa bande 2 : premières amours